# Mischopyga artifacies
Mischopyga artifacies är en tvåvingeart som beskrevs av Patrick Grootaert och Henk J.G. Meuffels 1990. Mischopyga artifacies ingår i släktet Mischopyga och familjen styltflugor. Inga underarter finns listade i Catalogue of Life.